# Andrea Cagnetti - Akelo
Andrea Cagnetti, alias Akelo, né à Corchiano le 16 mars 1967, est un artiste italien. Orfèvre, sculpteur et designer il s’occupe aussi de recherche sur les anciennes techniques de travail des métaux.

## Biographie
Après l'obtention d'un diplôme scientifique, il s'installe à Rome où, pendant quelques années, il travaille comme graphiste publicitaire. En même temps il s’intéresse à l'étude approfondi des textes et des documents sur l’ancienne orfèvrerie, sur la métallurgie et sur l’alchimie.
Il combine l’apprentissage théorique avec son activité d’expérimentation sur des matériaux et des techniques, et il se consacre à temps plein à l’orfèvrerie et à la sculpture avec le pseudonyme Akelo (de Achéloüs, dieu grec de l’eau).
Depuis 2010 il réalise l’étude Hope, œuvre en bronze, pour le prix Robert-Bresson, attribué chaque année pendant la Mostra de Venise.
Les œuvres d'Andrea Cagnetti ont été exposées dans plusieurs expositions nationales et internationales et ont reçu un grand retentissement médiatique dans le monde entier. Ces dernières années, certaines de ses œuvres ont été achetées par des grands musées et des collectionneurs privées.
Il vit dans Corchiano, où il s’occupe aussi de la rédaction de textes scientifiques sur les techniques de l’ancienne orfèvrerie.

## Œuvres dans les musées
- Hoedus II (1996), pendentif - Newark Museum
- Yildun (2001), pendentif - Museum of Art and Archaeology, University of Missouri
- Chort (2002), pendentif - Museum of Fine Arts, Boston
- Denheb (2004), collier - Museum of Art and Archaeology, University of Missouri
- Segin (2009), ciboire - Museum of Fine Arts, Boston
- Strange Mechanism #3 (2010) Sculpture - Museum of Art and Archaeology, University of Missouri

## Expositions principales
- Forme Umane e Cosmo Aureo - Museo Civico Rocca Flea, Gualdo Tadino, Italie (4 octobre - 24 novembre 2013)
- Materia Nova II. Sculture di Akelo - CaffeinaCultura, Galleria Progettarte3D, Viterbo, Italie (26 juin - 7 juillet July 2013)
- Materia Nova, Anvers, Belgique (18 mai – 6 juin 2012)
- Collecting for a New Century: Recent Acquisition - Museum of Art And Archaeology, University of Missouri, Columbia, MO - États-Unis (28 janvier - 13 mai 2012)
- Akelo's Treasures. An Exhibition Celebrating Twenty-Five Years of a Roman Master Goldsmith - Bentley & Skinner Ltd, Londres, Royaume-Uni (novembre, 2011)
- Golden Treasures by Akelo - Museum of the Gemological Institute of America, Carlsbad, Californie, États-Unis (octobre 2010 - mars 2011)
- The Voyage of a Contemporary Italian Goldsmith in the Classical World : Golden Treasures by Akelo - Museum of Art And Archaeology, University of Missouri, Columbia, MO, États-Unis (5 juin - 26 septembre 2010)
- Gioiello Italiano Contemporaneo, Castello Sforzesco, Milano / Palazzo Valmarana Braga, Vicenza / Kunstgewerbemuseum, Berlin / Museo di arti decorative Pietro Accorsi, Turin (janvier 2008 – janvier 2009)
- In Its Time: Materials and Techniques Throughout Jewelry History - Aaron Faber Gallery, New York, États-Unis (2009)
- Akelo: risplende l'oro degli Etruschi - Vicenzaoro2, Fiera di Vicenza, Venise, Italie (juin 2005)
- The Hanover World Exposition 2000 - Italian Pavillon, Hanovre, Allemagne (juin – octobre 2000)

## Publications
- Una scultura di Akelo nel museo dell'Università del Missouri, ADNKronos (Italie), avril 2012
- A Sculpture by the Italian Artist Akelo in the Permanent Collection of the Museum of Art and Archaeology of the University of Missouri, Artwallzine (Royaume-Uni), avril 2012
- Museum exhibit highlights the splendor of collecting - The Columbia Daily Tribune, mars 2012
- Timeless Gold - Vogue Italia, octobre 2011
- Great Designers - World Gold Council - 2011
- The Midas Touch - The Mayfair Magazine (Royaume-Uni), novembre 2011
- Granulation Rediscovered - Antiques Trade Gazette (Royaume-Uni), novembre 2011
- Una Mostra per i 25 anni di Akelo - 18 Karati (Italie), novembre 2011
- Bentley and Skinner hosts Akelo show - The Jeweller Magazine (Royaume-Uni), octobre 2011
- Bentley & Skinner to host Akelo retrospective - Professional Jeweller (Royaume-Uni), octobre 2011
- Akelo festeggia i 25 anni di attività da Bentley & Skinner - Preziosa Magazine (Italie), octobre 2011
- Un etrusco a London - Vioromagazine (Italie), octobre 2011
- Bentley & Skinner to host celebration of Akelo’s 25 years - Jewellery World Review (Thaïlande), septembre 2011
- Творческий юбилей Akelo - в Лондоне - Jewellernet (Russie) - septembre 2011
- Bentley & Skinner to exhibit works of Andrea Cagnetti - Diamond World (Chine), septembre 2011
- Breathing new life into an age old technique - The malta Indipendent (Malte), septembre 2011
- A Pendant by the Italian Artist Akelo in the Permanent Collection of the Newark Museum - The Benchpeg (Royaume-Uni), avril 2011
- Les bijoux étrusques d'Akelo - Guide Bijoux (France) - avril, 2011
- Italian Artist’s Pendant acquired by Newark Museum - JewelleryNetAsia (Chine), mars 2011
- Modern Artist Brings Ancient Techniques to Life - GIA Insider (États-Unis), décembre 2010
- Masterpieces by Akelo - Solitaire International (Inde), octobre 2010
- Echi etruschi di Akelo - 18 Karati (Italie), août 2010
- Museums acquire two Akelo Pieces -  International Jewellery Couture. Europa Star, septembre 2010
- Golden Treasures by Akelo
- Golden Treasures Exhibit - Rock & amp ; Gem (États-Unis), juin 2010
- An artist’s golden touch - The Columbia Daily Tribune (États-Unis), mai, 2010
- Exhibition to feature gold jewellery inspired by ancient Etruscans - Gold Bullettin (États-Unis), avril 2010
- Etruscan-inspired gold exhibit sets sail for U.S. - National Jeweler (États-Unis), avril 2010
- Golden Treasures by Akelo - Museum Magazine - MAA University of Missouri (États-Unis), janvier 2010
- L’alchimista-orafo che fa rivivere i gioielli etruschi - Di Tutto (Italie), décembre, 2009
- Museu de Belas Artes de Boston (EAU) recebe peça do Joalheiro Andrea Cagnetti - Infojoia (Brésil), janvier 2009
- Museum Of Fine Arts Receives Gift Of Cagnetti Pendant - Art Knowledge News, avril 2008
- A touch of gold: Andrea Cagnetti explores the Etruscan enigma - Golden secret of Etruscan - Dollhouse Miniatures (États-Unis/Royaume-Uni), mars/avril 2008
- Andrea Cagnetti. Moderno alchimista - Allure (Italie), mars 2008
- Akelo: Contemporary Master in Ancient Goldsmithing Techniques - Adornment, The Magazine of Jewlery and Relates Arts (États-Unis), hiver 2007
- Gild trip - Solitaire (Singapour), août/septembre 2006
- Joias primordiais - Joia & Cia (Brésil), juillet 2006
- Andrea Cagnetti fait revivre l’or des Etrusques - Heure (Suisse), juin/juillet 2006
- Akelo: Master of granulation - Jewellery World Review Magazine (Thaïlande), juin 2006
- Granulieren - Altes Verfahren wiederentdeckt, Etruskische Kunstfertigkeit erlebt Renaissance durch Akelo - GZ Goldschmiede Zeitung (Allemagne), janvier 2006
- A Journey in the Historical Discoveries - Al-Jawhara Magazine (Koweït), août 2005
- The fruit of ancient goldsmith art - World of Gold, Jewelry and Watches (Thaïlande), été 2005
- L’etrusco ritrovato - Vioro, Vicenzaoro International Magazine (Italie), juin 2005
- Etruskiska guldsmeders hemlighet avslöjad - Illustrerad Vetenskap (Danemark), juin 2001
- Granulation: the perfection of the Etruscans - Gold Magazine Europe (Italie), janvier 2001
- Secret of Etruscan Jewels Uncovered - Discovery (États-Unis), décembre 2000
- Megfejtették az etruszk aranymuvesség titkàt - Elet et Tudomany (Hongrie), décembre 2000
- Ho rubato agli Etruschi la formula segreta dell’oro - Oggi (Italie), novembre 2000
- Svelato il segreto dei gioielli etruschi - Corriere di Viterbo (Italie), octobre 2000
- Culture: The Etruscans - After 25 centuries their gold mystery technique is discovered - AdnKronos(Italie), octobre 2000
- Etruschi, scoperto il segreto dei loro gioielli - Corriere della sera, 2000

## Émissions télévisées
- Sulle tracce degli Etruschi - Ulisse, il piacere della scoperta - RAI 3 (Italie)
- I tesori del Vaticano - Ulisse, il piacere della scoperta - RAI 3 (Italie)
- Le meraviglie del British Museum - Ulisse, il piacere della scoperta - RAI 3 (Italie)
- Der Schmuck der Etrusker - Abenteuer Erde - HR Hessischer Rundfunk (Allemagne)
- Unomattina - RAI 1 (Italie)
- Taccuino Italiano - RAI International (Italie)
- Destinos - CNN en espanol
- Mediterraneo - RAI 2 (Italie) - France 3 (France) - Canal Algérie (Algérie) - ERT/ET 1 (Grèce)
- Style - MBC (Middle East)